# Championnat de Jamaïque de football 2013-2014
Navigation
Saison précédente Saison suivante
La saison 2013-2014 du Championnat de Jamaïque de football est la quarantième édition de la première division en Jamaïque, la National Premier League. Elle rassemble les douze meilleurs clubs du pays au sein d'une poule unique où ils jouent à trois reprises les uns contre les autres. À l’issue de cette phase régulière, les quatre premiers s’affrontent lors de la phase finale pour le titre.
C'est le club de Montego Bay UFC qui remporte le championnat cette saison après avoir battu Waterhouse FC lors de la finale nationale. C'est le troisième titre de champion de Jamaïque de l'histoire du club.
À noter en bas de classement la relégation de Portmore United, quintuple champion de Jamaïque, qui paye une mauvaise saison par une descente en deuxième division, deux ans seulement après son dernier titre national.

## Les clubs participants
| - Harbour View FC - Tivoli Gardens FC - Waterhouse FC - Rivoli United - Promu de D2 - Montego Bay UFC - Arnett Gardens FC | - Portmore United - Humble Lion FC - Boys' Town FC - August Town FC - Promu de D2 - Cavalier FC - Sporting Central Academy |

## Compétition
Le barème de points servant à établir le classement se décompose ainsi :
- Victoire : 3 points
- Match nul : 1 point
- Défaite : 0 point

### Première phase
| Rang | Équipe                   | Pts | J  | G  | N  | P  | Bp | Bc | Diff |
| ---- | ------------------------ | --- | -- | -- | -- | -- | -- | -- | ---- |
| 1    | Waterhouse FC            | 65  | 33 | 19 | 8  | 6  | 46 | 24 | +22  |
| 2    | Harbour ViewT            | 56  | 33 | 15 | 11 | 7  | 44 | 26 | +18  |
| 3    | Montego Bay UFC          | 53  | 33 | 14 | 11 | 8  | 32 | 21 | +11  |
| 4    | Arnett Gardens FC        | 52  | 33 | 15 | 7  | 11 | 48 | 34 | +14  |
| 5    | Tivoli Gardens FC        | 45  | 33 | 12 | 9  | 12 | 39 | 38 | +1   |
| 6    | Rivoli UnitedP           | 44  | 33 | 11 | 11 | 11 | 29 | 35 | -6   |
| 7    | Humble Lion FC           | 41  | 33 | 9  | 14 | 10 | 36 | 39 | -3   |
| 8    | Cavalier FC              | 40  | 33 | 11 | 7  | 15 | 27 | 43 | -16  |
| 9    | Boys' Town FC            | 38  | 33 | 8  | 14 | 11 | 30 | 30 | 0    |
| 10   | Sporting Central Academy | 38  | 33 | 9  | 11 | 13 | 30 | 37 | -7   |
| 11   | Portmore United          | 33  | 33 | 8  | 9  | 16 | 26 | 35 | -9   |
| 12   | August Town FCP          | 27  | 33 | 5  | 12 | 16 | 20 | 45 | -25  |

|  | Qualification pour la phase finale                                        |
|  | Relégation directe en deuxième division                                   |
|  | T : Tenant du titre C : Vainqueur de la Coupe de Jamaïque P : Promu de D2 |

### Phase finale

#### Demi-finales
| Équipe 1      | Résultat | Équipe 2          | Aller | Retour |
| ------------- | -------- | ----------------- | ----- | ------ |
| Harbour View  | 2 - 3    | Montego Bay UFC   | 2 - 2 | 0 - 1  |
| Waterhouse FC | 5 - 4    | Arnett Gardens FC | 3 - 3 | 2 - 1  |

#### Finale
| Équipe 1        | Résultat | Équipe 2      |
| --------------- | -------- | ------------- |
| Montego Bay UFC | 5 - 2    | Waterhouse FC |

## Bilan de la saison
| Championnat de Jamaïque de football 2013-2014                        |                            |
| Champion                                                             | Montego Bay UFC (3e titre) |
| Qualifications continentales                                         |                            |
| CFU Club Championship 2015                                           | Montego Bay UFC            |
| CFU Club Championship 2015                                           | Waterhouse FC              |
| Promotions et relégations                                            |                            |
| Promus en Jamaïque League                                            | Barbican FC                |
| Promus en Jamaïque League                                            | Reno FC                    |
| Relégués en Championnat de Jamaïque de football de deuxième division | Portmore United            |
| Relégués en Championnat de Jamaïque de football de deuxième division | August Town FC             |